# Lioudmyla Pantchouk
Lioudmyla Mykhaïlivna Pantchouk (en ukrainien : Людмила Михайлiвна Панчук, en russe : Людмила Михайловна Панчук, épouse Lioudmyla Kolomiets), née le 18 janvier 1956 à Tokarivka (RSS d'Ukraine) et morte le 18 février 2011 à Kiev (Ukraine), est une handballeuse ukrainienne. Avec l'URSS, elle est championne olympique en 1976 et championne du monde en 1982.

## Carrière
Lioudmyla Pantchouk rejoint Spartak Kiev dès l'âge de 17 ans. D'abord astreinte à des rôles défensifs, elle devient une joueuse clé du club à partir de 1977 quand Halina Zakharova et Maria Litochenko se sont mises en retrait. Elle remporte notamment plusieurs Championnats d'URSS et trois ou quatre fois la Coupe des clubs champions (C1).
Le Spartak formant l'ossature de l'équipe nationale soviétique, elle remporte le premier titre olympique féminin en handball lors des Jeux olympiques 1976 à Montréal. En raison d'un congé de maternité, elle doit renoncer aux Jeux olympiques de Moscou en 1980. Après avoir donné naissance à un fils, elle revient au handball et devient championne du monde en 1982. Puis une rupture du tendon d'Achille la contraint à définitivement mettre un terme à sa carrière sportive.
Elle meurt d'un cancer à Kiev le 18 février 2011.

## Palmarès

### En club
- Vainqueur de la Coupe des clubs champions (C1) (3[2] ou 4[1]) : 1975[réf. souhaitée], 1977[4], 1983[5] et ?
- Vainqueur du Championnat d'URSS (6) : 1974, 1975, 1976, 1977, 1982, 1983[2]

### En équipe nationale
- Médaille d'argent au Championnat du monde 1975 à Kiev
- Médaille d'or aux Jeux olympiques 1976 à Montréal
- Médaille d'or au Championnat du monde 1982 à Budapest